# Geografia del Kirghizistan

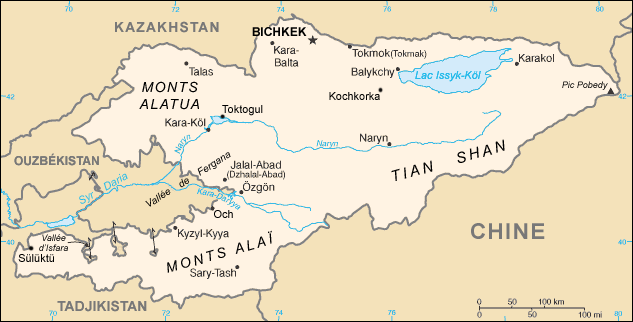
Carta del Kirghizistan.

Il Kirghizistan è un paese dell'Asia centrale. Confina a nord-ovest e a nord con il Kazakistan, a est e a sud con la Cina, e a sud e a ovest con il Tagikistan e l'Uzbekistan. Gran parte dei confini del Kirghizistan segue le creste montuose. La capitale è Biškek (conosciuta dal 1862 al 1926 come Pišpek e dal 1926 al 1991 come Frunze).
I Kirghisi, un popolo turco musulmano, costituiscono quasi i tre quarti della popolazione. La storia dei Kirghisi nel territorio dell'attuale Kirghizistan risale almeno al XVII secolo. Il Kirghizistan, noto come Kirgizia sotto il dominio russo e sovietico, fu conquistato dalle forze della Russia zarista nel XIX secolo. In precedenza repubblica costituente (dell'unione) dell'URSS, il Kirghizistan dichiarò la propria indipendenza il 31 agosto 1991.

## Morfologia

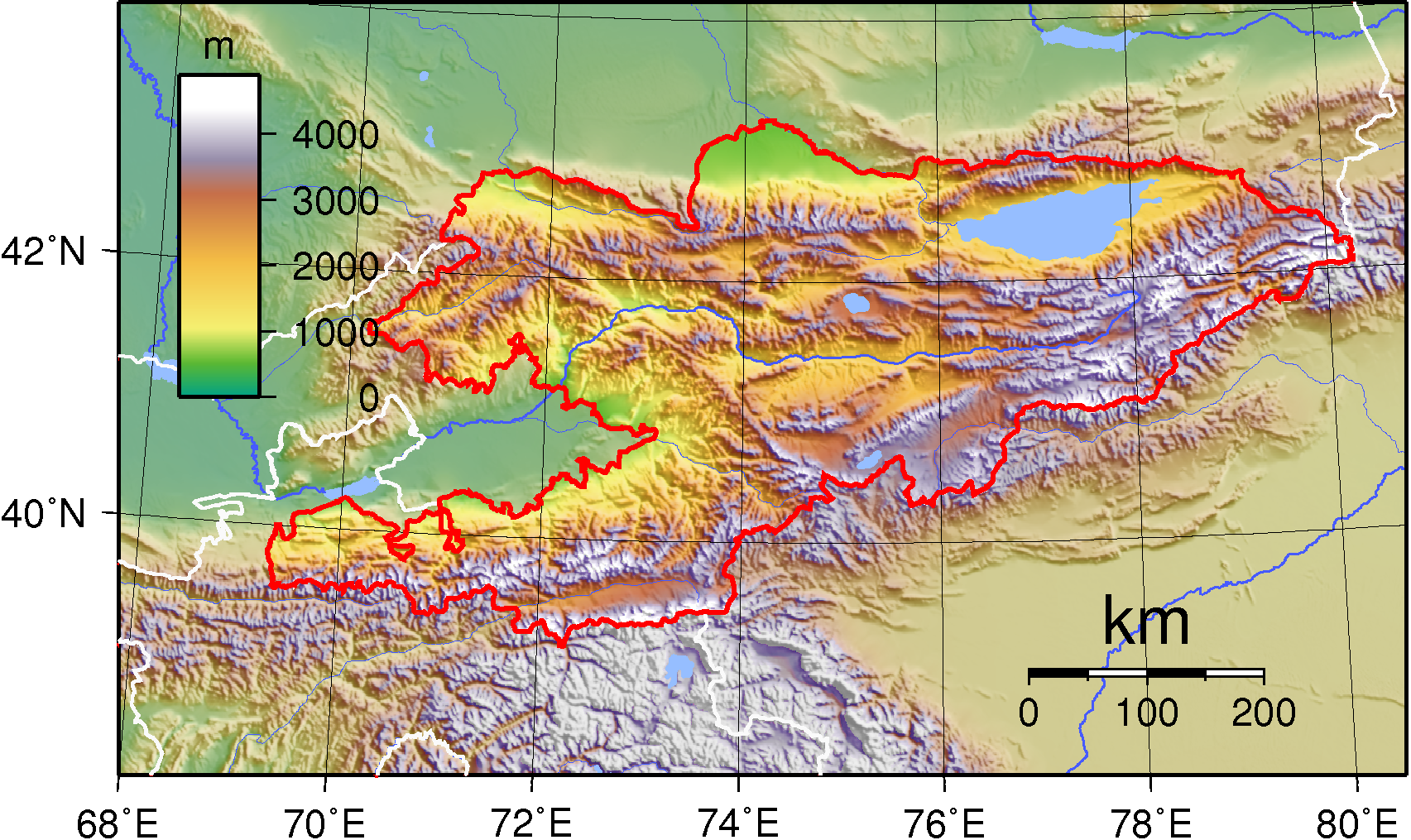
Carta topografica del Kirghizistan.

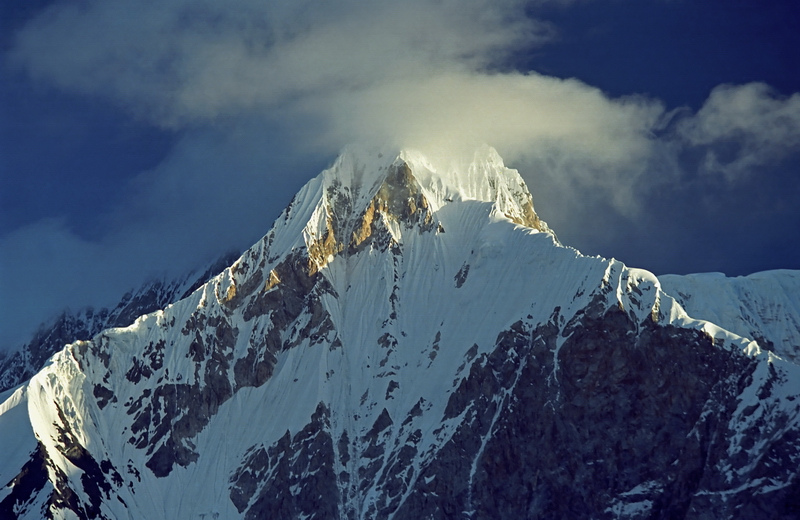
Il Pik Pobedy (7439 m).

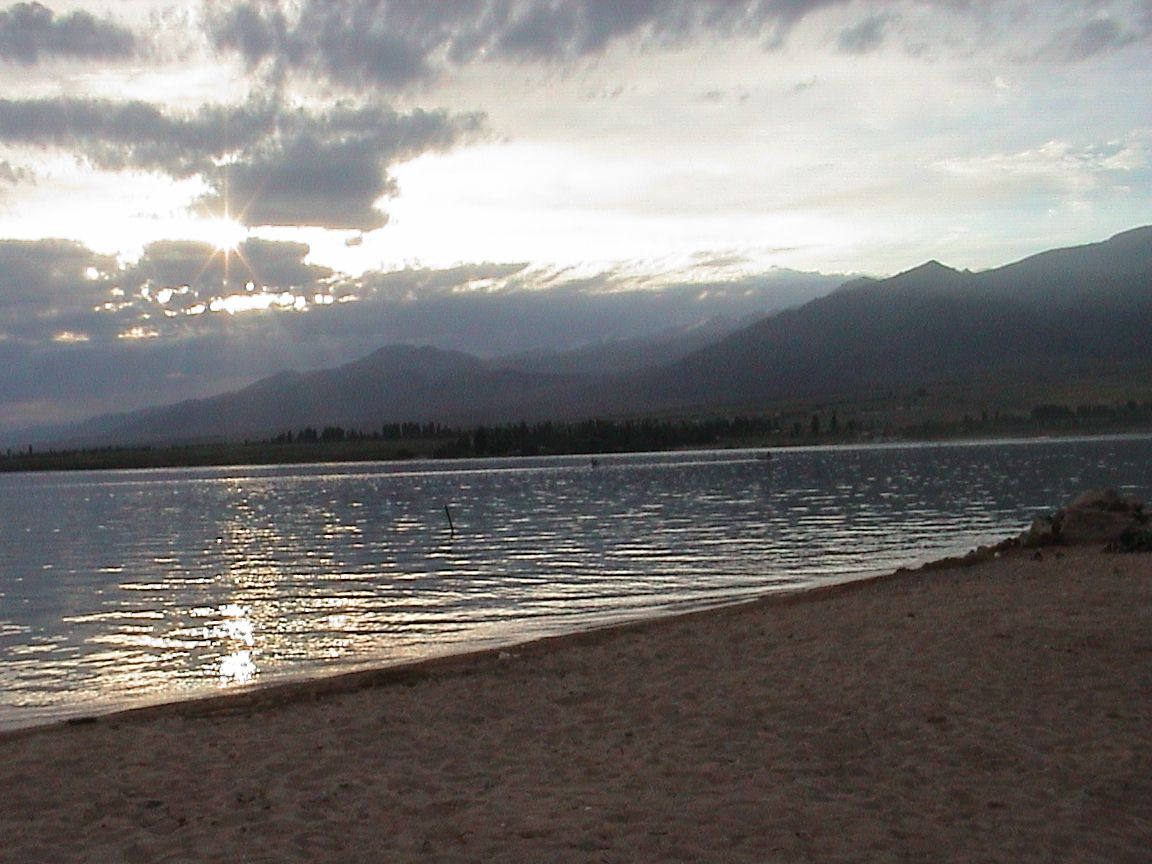
Il lago Ysyk-Köl.

Carta climatica del paese.

Il Kirghizistan è, prima di tutto, un paese montuoso. All'estremità orientale, al confine con la Regione autonoma uigura dello Xinjiang (Cina), si erge il Picco della Vittoria (Pobedy Peak), che, con i suoi 7.439 metri, rappresenta la vetta più alta del Kirghizistan. Il Monte Khan-Tengri (6.995 metri) si trova al confine con il Kazakistan. Queste montagne fanno parte del nucleo del sistema del Tien Shan, che si estende verso est fino alla Cina. Sul confine meridionale si trovano le catene del Kok Shaal-Tau, Alay, Trans-Alay (Zaalay) e Atbashi.
A sud-ovest si aprono due grandi depressioni: la valle di Fergana e un'altra valle situata nei pressi del Monte Khan-Tengri. Quest'ultima è delimitata dai contrafforti occidentali delle catene Kungey-Alatau e Terskey-Alatau e spita il Lago Ysyk (Issyk-Kul), le cui acque limpide e profonde sono alimentate dai picchi innevati. La struttura montuosa alternata a bacini che caratterizza gran parte del paese, insieme all'altopiano alpino elevato delle regioni centrali e orientali, è separata dalla valle di Fergana, a ovest, dalla catena del Fergana, che si estende da sud-est a nord-ovest e confluisce nella catena del Chatkal. Quest'ultima è collegata alla regione di Ysyk-Köl da una catena montuosa terminale, la Kyrgyz. Le uniche altre aree pianeggianti di rilievo nel paese sono le valli dei fiumi Chu e Talas a nord, dove si trova anche la capitale, Biškek, situata nella valle del Chu. Le aree di pianura, pur rappresentando solo un settimo della superficie totale del paese, ospitano la maggior parte della popolazione.

## Idrografia
Neve e ghiaccio ricoprono permanentemente le creste delle alte catene montuose del Kirghizistan. Il fiume Naryn, che drena verso la valle di Fergana, prosegue in direzione nord-occidentale come affluente del Syr Darya. Il fiume Chu scorre parallelamente e costituisce parte del confine settentrionale con il Kazakistan. Sia il Chu che il Naryn rivestono un'importanza fondamentale per il paese.

## Clima
La grande distanza del Kirghizistan dagli oceani e la brusca variazione altitudinale rispetto alle pianure adiacenti influenzano fortemente il clima del paese. Deserti e pianure circondano il Kirghizistan a nord, ovest e sud-est, accentuando il contrasto tra il clima e il paesaggio montuoso dell'interno. Le sezioni più basse delle catene periferiche si trovano in fasce a temperature elevate e ricevono venti caldi e secchi provenienti dai deserti circostanti. La quantità di precipitazioni sulle pendici rivolte a ovest e a nord aumenta con l'altitudine. Le valli presentano estati calde e secche, con una temperatura media di luglio di 28 °C. In gennaio, la temperatura media è di -18 °C. Le precipitazioni annue variano da 180 mm nel Tien Shan orientale a 760-1.000 mm nelle catene del Kyrgyz e di Fergana. Nelle valli più popolate, le precipitazioni annuali variano tra 100 e 500 mm.

## Flora e fauna
Boschi si estendono lungo le valli inferiori e sui versanti esposti a nord delle catene montuose. Si tratta di foreste di conifere che comprendono il caratteristico abete bianco del Tien Shan (Picea schrenkiana) e occupano circa il 3-4% della superficie del paese. Tra le specie faunistiche dei boschi si trovano l'orso bruno, il cinghiale, la lince, il lupo grigio e l'ermellino. I burroni boscati e le valli delle regioni di steppa montana ospitano l'argali, una pecora di montagna, insieme a stambecchi, cervi e leopardi delle nevi. Nelle aree desertiche sono tipici il gopher giallo, i gerboa, le lepri e un riccio dalle grandi orecchie.